# Kazlų Rūda
Kazlų Rūda (deutsch, 18. Jahrhundert: Koselrode) ist eine Stadt in Litauen, in der Region Suvalkija. Sie zählt etwa 7.300 Einwohner und ist Sitz der Gemeinde Kazlų Rūda mit 14.620 Einwohnern.
Die Stadt liegt in einer waldreichen Gegend.

## Stadt

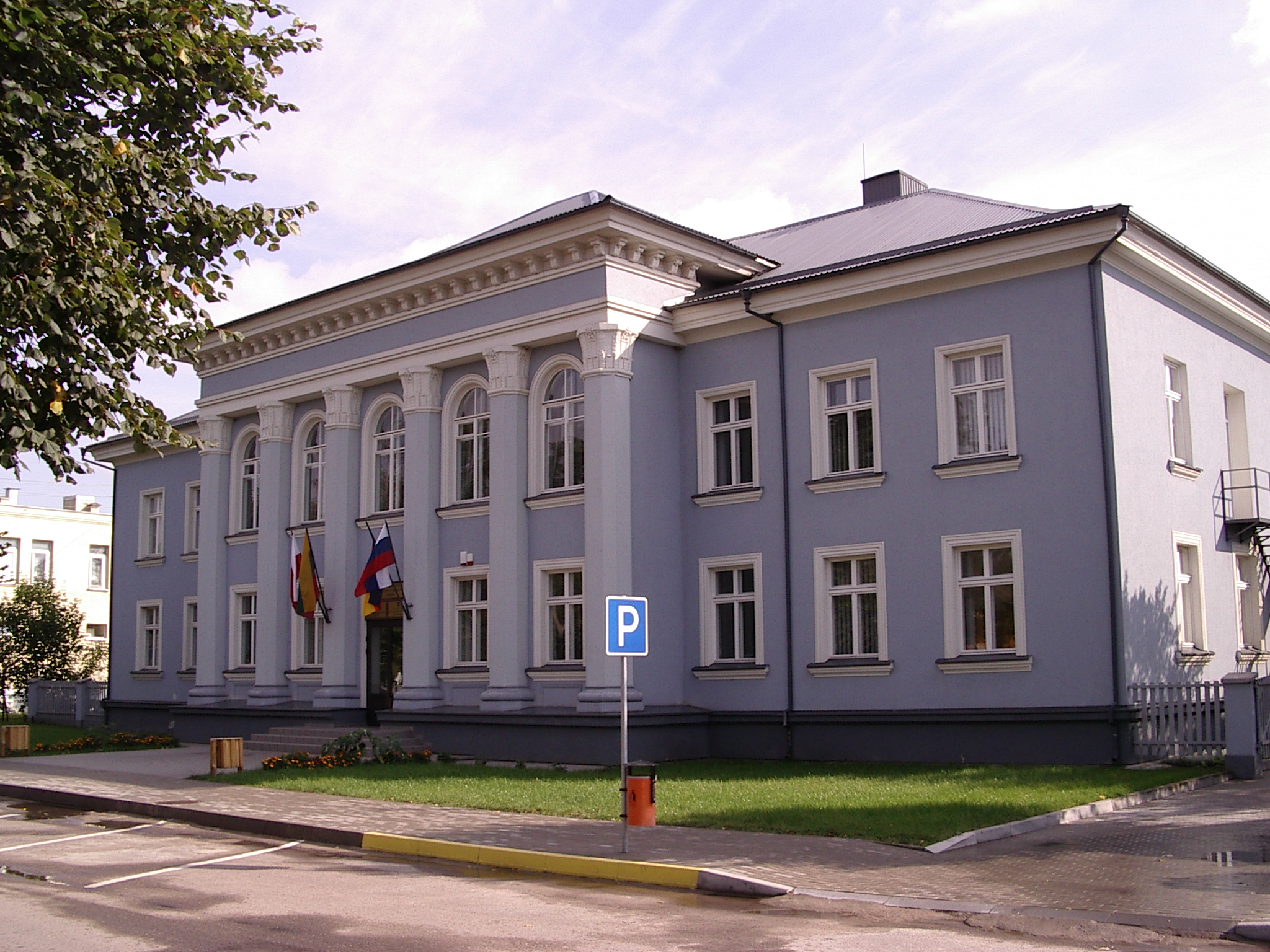
Rathaus Kazlų Rūda

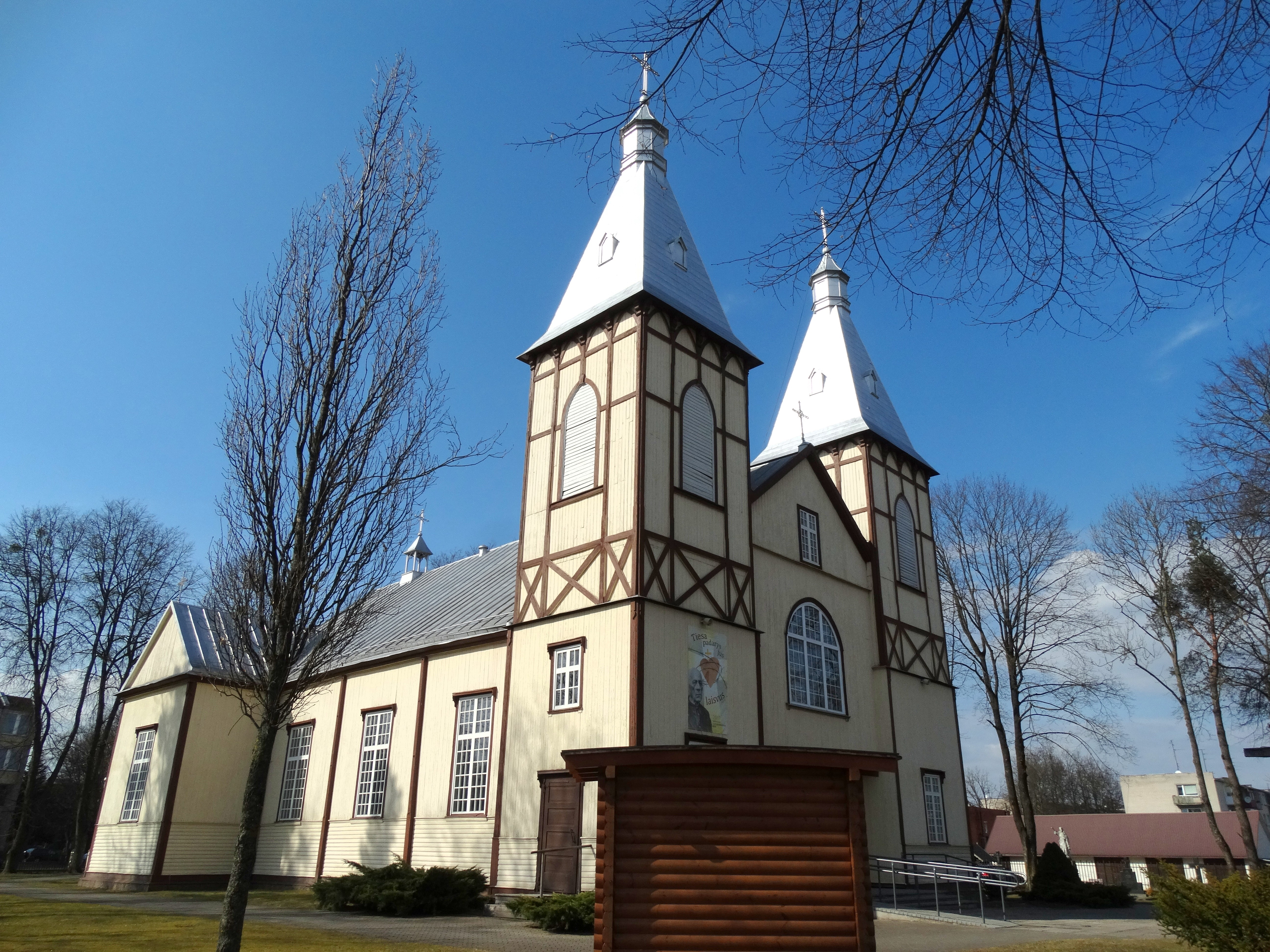
Herz-Jesu-Kirche in Kazlų Rūda, erbaut 1924 bis 1925

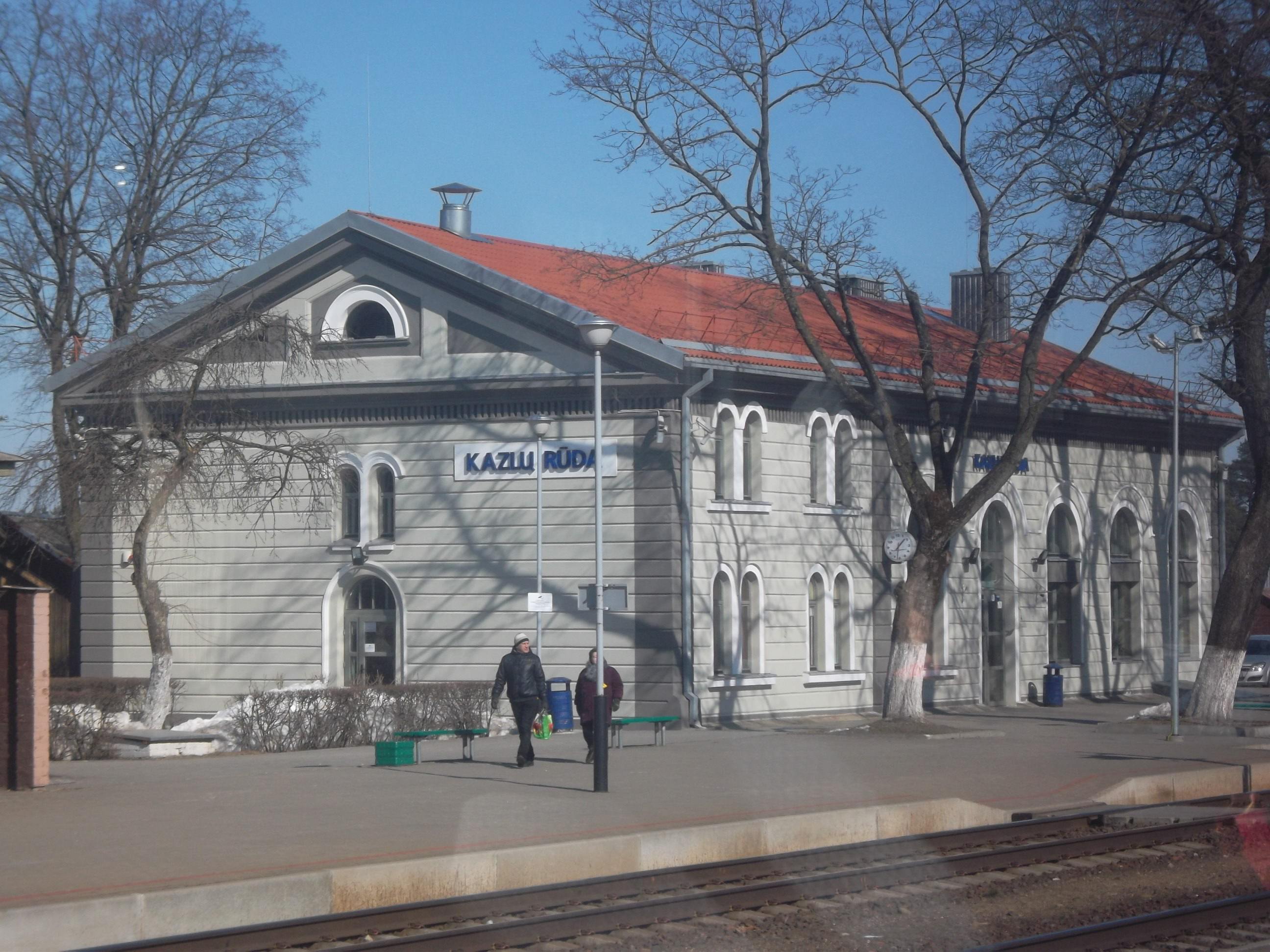
Bahnhof Kazlų Rūda

Die erste bekannte Erwähnung des Ortes stammt aus dem Jahre 1737. Die Gründung des Ortes ist mit der Gewinnung von Rasenerz (lit.: rūda 'Erz'), der Verhüttung und der Köhlerei verbunden. Der erste Teil des Stadtnamens stammt von dem Personennamen Kazla.

## Personen
- Irena Lunskienė (* 1955), litauische  Politikerin, Bürgermeisterin von Marijampolė
- Violeta Urmana (* 1961), litauische Opern- und Liedsängerin in Deutschland
- Mantas Varaška (* 1979), litauischer  Politiker, Seimas-Mitglied